# Улица Всеволода Ганцова
Улица Всеволода Ганцова (укр. Вулиця Всеволода Ганцова) — улица в Деснянском районе города Чернигова, исторически сложившаяся местность (район) Бобровицкий жилой массив. Пролегает от улицы Петра Смоличева до тупика возле городского лесопарка Берёзовая роща. 
Примыкают улицы Новосёлов.

## История
2-я Бобровицкая улица проложена в конце 1950-х годов. 
В 1960 году 2-я Бобровицкая улица переименована на Октябрьская улица — в честь Октябрьской революции.
12 февраля 2016 года улица получила современное название — в честь украинского языковеда, уроженца Чернигова Всеволода Михайловича Ганцова, согласно Распоряжению городского главы В. А. Атрошенко Черниговского городского совета № 46-р «Про переименование улиц города» («Про перейменування вулиць міста»)

## Застройка
Улица пролегает в северо-западном направлении — параллельно улицам Кольцевая и Бобровицкая — к городскому лесопарку Берёзовая роща. Парная и непарная стороны улицы заняты усадебной застройкой. Кроме застройки вдоль улицы, есть ответвления-тупики с застройкой в направлении Кольцевой улицы.
Учреждения:
1. дом № 43 — дом молитвы «Первая Черниговская церковь евангельских христиан-баптистов»